# نظریه داده‌بنیاد
نظریهٔ داده‌بنیاد، نظریهٔ برپایه یا نظریهٔ برخاسته از داده‌ها یک روش تحقیقی عام، استقرایی و تفسیری است که در سال ۱۹۶۷ توسط بارنی گلیزر و انسلم استراوس به وجود آمد. این نظریه، روش تحقیقی برآمده از سنت‌های علوم اجتماعی در دانشگاه‌های کلمبیا و شیکاگو طی اوایل نیمه دوم سده بیستم است. دوران پیدایی و برآمدن این روش تحقیق، زمانه نقد اثبات‌گرایی و مابعد اثبات‌گرایی است. دورانی که عقلانیت انتقادی در برابر عقلانیت ابزاری اهمیت یافته است.

## پیش‌زمینه
نظریهٔ داده‌بنیاد این امکان را برای پژوهشگران در حوزه‌های موضوعی گوناگون فراهم می‌آورد تا به جای تکیه بر نظریه‌های موجود، خود نظریه و گزاره را تدوین کنند. این نظریه‌ها و گزاره‌ها به گونه‌ای سیستماتیک و بر پایه داده‌های واقعی پرداخته می‌شود. هر نظریه و گزاره‌ای که بر اساس این روش تدوین می‌شود بر زمینه‌ای مستند از داده‌های واقعی بنیاد نهاده شده است.
در واقع نظریه داده بنیاد روشی است برای دستیابی به شناخت پیرامون موضوع مورد مطالعه و موضوع یا موضوعاتی که پیش از این در مورد آن‌ها تحقیق جامعی نشده است و دانش ما در آن زمینه محدود است.
روایی هر نظریه داده‌بنیاد به سنجش با سنجه‌های گوناگون از جمله سنجه‌های برادفورد هیل بستگی دارد.

### گلاسر
- Glaser BG, Strauss A. Discovery of Grounded Theory. Strategies for Qualitative Research. Sociology Press , 1967
- Glaser BG. Theoretical Sensitivity: Advances in the methodology of Grounded Theory. Sociology Press , 1978.
- Strauss A, Corbin J. Basics of Qualitative Research: Grounded Theory Procedures and Techniques. Sage, 1990.
- Glaser BG. Basics of Grounded Theory Analysis. Emergence vs Forcing. Sociology Press , 1992
- Glaser BG (ed). Examples of Grounded Theory: A Reader. Sociology Press , 1993.
- Glaser BG (ed). More Grounded Theory Methodology: A Reader. Sociology Press